# Sulzemoos
Sulzemoos – miejscowość i gmina w Niemczech, w kraju związkowym Bawaria, w rejencji Górna Bawaria, w regionie Monachium, w powiecie Dachau, do 31 grudnia 2016 wchodziła w skład wspólnoty administracyjnej Odelzhausen. Leży około 15 km na północny zachód od Dachau, przy autostradzie A8.

## Dzielnice
- Sulzemoos
- Einsbach
- Haidhof
- Hilpertsried
- Lederhof
- Lindenhof
- Oberwinden
- Orthofen
- Unterwinden
- Wiedenzhausen
- Ziegelstadel

## Demografia
Dane o ludności z 31 grudnia 2008:
| Opis                                | Ogółem | Ogółem | Kobiety | Kobiety | Mężczyźni | Mężczyźni |
| ----------------------------------- | ------ | ------ | ------- | ------- | --------- | --------- |
| Jednostka                           | osób   | %      | osób    | %       | osób      | %         |
| Populacja                           | 2652   | 100    | 1291    | 48,68   | 1361      | 51,32     |
| Wiek przedprodukcyjny (0–17 lat)    | 552    | 20,81  | 251     | 9,46    | 301       | 11,35     |
| Wiek produkcyjny (18–65 lat)        | 1716   | 64,71  | 830     | 31,3    | 886       | 33,41     |
| Wiek poprodukcyjny (powyżej 65 lat) | 384    | 14,48  | 210     | 7,92    | 174       | 6,56      |

## Polityka
Wójtem gminy jest Gerhard Hainzinger, rada gminy składa się z osób.
|      | SPD | FWG Wiedenzhausen | FWG Einsbach | FWG | WG Orthofen | Razem |
| 2008 | 1   | 3                 | 4            | 5   | 1           | 14    |
| 2002 | 2   | 4                 | 3            | 4   | 1           | 14    |